# NGC 3913
NGC 3913 é uma galáxia espiral (Sd) localizada na direcção da constelação de Ursa Major. Possui uma declinação de +55° 21' 14" e uma ascensão recta de 11 horas, 50 minutos e 38,4 segundos.
A galáxia NGC 3913 foi descoberta em 14 de Abril de 1789 por William Herschel.